# Långviran
Långviran, finska: Pitkäviiri, är en ö i Finland. Den ligger i Finska viken och i kommunen Pyttis i landskapet Kymmenedalen, i den södra delen av landet. Ön ligger omkring 25 kilometer sydväst om Kotka och omkring 95 kilometer öster om Helsingfors.
Öns area är 40,9 hektar och dess största längd är 2 kilometer i sydväst-nordöstlig riktning. Ön höjer sig omkring 25 meter över havsytan.